# 涂思宗
涂思宗（1897年—1981年4月20日），字负我、南垣，广东蕉岭人。中华民国军事将领。蕉嶺中學、陆军大学特别班第一期毕业，

## 早年經歷
历任粤军、
1920年，參與援閩粵軍回師廣州，討伐岑春煊、沈鴻英、林虎等部戰役，升連長。1921年，入韶關粵軍講武堂，後隨部進駐桂林，親聆總理之革命軍人精神講話。1922年，在粵西奉命討伐陳炯明，因功升粵軍許崇智部少校營長。1924年，隨建國粵軍第二師師長張民達、參謀長葉劍英轉戰東江、惠州、河源等地，升中校營長。1925年，參與第一次東征，進入大埔縣城，奉令兼大埔縣長，同年又參與第二次東征，升上校團長，1925年12月3日蔣中正任命馮軼裴爲獨立第二師師長，薛仰岳爲該師第一團團長，涂思宗爲第二團團長。
1926年，第二次棉湖戰役後，升少將團長。北伐開始後，任第三師第七團團長，後升任少將副師長。1927年，調升為國民革命軍第一軍第二十二師師長，在龍潭戰役時擔任長江南岸第一軍陣地防線守軍，堅毅不拔，堅持到第一軍和第七軍友軍馳援。1928年，調任第九軍第三師師長，在濟南會戰中擔任主攻任務，5月1日率鄭洞國進駐濟南，肅清張宗昌殘部，5月2日，日本軍閥田中義一為阻撓北伐軍，發動五三慘案。
1929年，國軍編遣會議後，任陸軍第二師步兵第五旅旅長，後入北平陸軍大學特別班第一期。1932年1月28日，日軍入寇上海，奉國府蔣委員長令，擔任國民政府軍事委員會淞滬戰地特派員，協調戰地抵抗日軍入侵，1933年九一八事變後，奉調為北平軍分會委員長行營參謀團高級參謀，兼第六十三军副军长，協助何應欽整補東北軍隊，安撫熱河、察哈爾等地方部隊。

## 中年經歷
在馮察事件中，赴察哈爾主持招撫會議，化干戈為玉帛，1935年陞任少將。1936年底張學良發動西安事变後，1937年5月，由国民政府委任為中央視考团團長、率團員17人進入延安視察共黨軍事實況，點驗共軍，俾作為日後編成國家軍隊編制之任務，之後任100军副军长、福建汀漳师管区司令、广东惠潮梅师管区司令。1939年晉升陸軍中將並任第九集团军参谋长。
1941太平洋戰爭爆發，1941年12月9日國府主席林森向日本發布之宣戰公告，1942年編有《丘倉海先生詩文集》，請丘逢甲弟子鄒魯作序，1942年盟軍陸、空部隊進入中國戰區，1942年8月1日，涂奉命接掌軍政部桂林辦事處主任，代表軍政部部長處理東南方面第三、四、七、九各戰區，作戰部隊軍需補給與後勤運輸，專司聯絡和接收盟軍提供之物資調度至1945年抗战胜利。
抗戰勝利後，調任陸軍總部高級參謀，住在廣州法政路6號，並曾於1947當選為廣東第一屆國民大會代表，但為貫徹黨之指示，禮讓該職給民社黨之鍾介民先生。戰後，國共內戰開打，1947年10月國府以宋子文為廣東省政府主席、廣州行轅主任兼廣東保安司令，上任後設立閩粵邊區剿匪總指揮部，以涂思宗為總指揮官，福建省保三團團長陳輇為副總指揮，張光前、梁國材、黃國俊為高級參議，總部起初在廣州設立，1948年3月下旬總部移駐梅縣松口，9月辭職調任国防部中将部员。1949年6月隨國府撤退來台。

## 晚年經歷
1950年奉命派駐香港擔任海外敵後工作。自由中國運動組建華南陸軍司令部由涂思宗任總司令，吉正平任副總司令，下編東江、北江、西江、南路、潮汕、廣三鐵路等縱隊以及若干獨立支隊。其活動範圍遍及粵、贛、閩、湘、桂五省，大力進行爆炸、暗殺、綁架、縱火等敵後遊擊活動。1953年，國府頒布《第一屆國民大會代表出缺遞補補充條例》，之後前所禮讓之蕉嶺縣國大代表身歿，渠因在海外進行反攻復國之任務，故未依《第一屆國民大會代表出缺遞補補充條例》之期限親臨報到，故與凌承緒先生以軍事奉派出差，沒有辦法在期限內親行聲報。申請大法官會議解釋，國家作出司法院大法官會議解釋案第117號，無法服眾，1981年4月在香港玛嘉烈医院病逝。